# وزارت امور خارجه ترکیه
وزارت امور خارجه ترکیه (به ترکی استانبولی: Dışişleri Bakanlığı)، یک وزارتخانه دارای قدرت اجرایی است که سیاست خارجی دولت ترکیه را تدوین و اجرا می‌کند و خدمات دیپلماتیک را سازماندهی و مدیریت می‌کند. این وزارتخانه در ۲ مه ۱۹۲۰ تأسیس شد و ساختمان آن در شهر آنکارا قرار دارد. هاکان فیدان در حال حاضر ریاست این وزارتخانه را بر عهده دارد.